# Tore Nilsen (calciatore 1960)
Tore Nilsen (Tromsø, 10 maggio 1960) è un ex calciatore norvegese, di ruolo difensore.

## Carriera

### Club
Nilsen vestì la maglia del Tromsø dal 1977 al 1992. Fece parte della squadra che conquistò la promozione nella massima divisione norvegese nel campionato 1985. Esordì così nella 1. divisjon in data 1º maggio 1986, in occasione del pareggio per 1-1 sul campo del Kongsvinger. Nello stesso anno, vinse la Coppa di Norvegia 1986.

## Palmarès

### Club

#### Competizioni nazionali
- Coppa di Norvegia: 1

Tromsø: 1986